# Jove Muixeranga de València
La Jove Muixeranga de València és una muixeranga fundada al 2014 al barri de Benimaclet de la ciutat de València. N'és la segona colla de la ciutat, després de la Muixeranga de València, fundada al 2006 a Sant Marcel·lí. Van realitzar la seua presentació oficial a les Trobades de Escoles en valencià de 2015, en el barri de Russafa.
La seua vestimenta consta de camisa taronja amb pantaló i faixa negres. Assaja al Col·legi públic municipal de Benimaclet i en forma part de la Federació Coordinadora de Muixerangues amb categoria de colla de cinc alçades.